# Tony Ables
Tony Alvin Ables (28 de diciembre de 1954) es un asesino en serie estadounidense que asesinó a un hombre y cuatro mujeres y chicas de diferentes edades en el Área de la Bahía de Tampa. Fue oficialmente condenado por dos asesinatos (uno mientras Ables era menor de edad), pero, gracias a evidencia de ADN, posteriormente fue vinculado a otros dos asesinatos en 2006: el de Adeline McLaughlin, de 84 años, en 1983; y el de su novia, Deborah Kisor, de 31 años, en 1987. A pesar de su relación sentimental, Ables no fue acusado del asesinato de Kisor, y aún no ha sido juzgado por el de McLaughlin. Actualmente cumple cadena perpetua por el asesinato de otra novia, Marlene Burns, de 48 años, en 1990.

## Asesinatos
El primer asesinato de Ables tuvo lugar en 1970, cuando él tenía 15 años; mató a un hombre durante un robo en San Petersburgo, Florida. Sin embargo, fue rápidamente arrestado, y, en marzo de 1971, se declaró culpable de asesinato en primer grado, por lo que fue condenado a cadena perpetua. En 1983, tras cumplir 12 años en una prisión estatal, fue puesto en libertad condicional y consiguió un empleo como obrero.[cita requerida]
Cinco meses después de su liberación, el 25 de junio, irrumpió en el apartamento de Adeline McLaughlin, de 83 años, una viuda jubilada de Worcester, Massachusetts, rompiendo la ventana. Sofocó a McLaughlin con una almohada y luego procedió a saquear el apartamento. El asesinato impactó a sus vecinos, que consideraban a Adeline como una anciana misteriosa pero amable.
El día de San Valentín de 1987, Ables agredió sexualmente y asesinó a su novia, Deborah Kisor, de 31 años, de Monterrey, California. Kisor fue vista por última vez el día anterior, mientras hacía una llamada desde un teléfono público en frente de un edificio de apartamentos. Su cuerpo, vestido solo con una blusa y una chaqueta, fue encontrado por un transeúnte que pasaba por un camino cerca del puente del Parque Roser. El cuerpo tenía moretones en las piernas, y unos jeans azules fueron encontrados junto a él. A pesar de la relación sentimental con Kisor, Ables no fue arrestado como sospechoso del asesinato en ese momento.
El 4 de junio de 1990, luego de entablar una discusión en estado de ebriedad con su nueva novia y compañera de piso, Marlene Bruns, de 48 años, Ables la empujó por las escaleras, y a continuación la golpeó y pateó hasta matarla. Al salir del apartamento mientras se limpiaba la sangre de las manos, fue visto por testigos, quienes ya habían alertado a las autoridades por una disputa doméstica. Cuando llegó la policía, arrestaron inmediatamente a Ables y, subsecuentemente, fue acusado de asesinato en primer grado, siendo retenido sin fianza en la cárcel del Condado de Pinellas.

## Juicio y encarcelamiento
A principios de junio, Tony Ables fue condenado del asesinato de Burns y sentenciado a morir en la silla eléctrica, pero, dos años después, el juez Bob Barker conmutó la sentencia por cadena perpetua. El motivo fue que Ables padecía problemas de salud mental, lo fue corroborado por su hermano, Anthony, quien dijo que su agitada infancia, en la que su padre abusó de su madre hasta el punto en que ella abandonó a la familia, definitivamente fue un factor contribuyente.
Los asesinatos de McLaughlin y de Kisor quedaron sin resolver hasta el año 2006, cuando detectives de homicidios enviaron el ADN de Ables al Departamento de Aplicación de la Ley de Florida, el cual coincidió con evidencia descubierta en los cuerpos de ambas mujeres. Ables no fue acusado del asesinato de Kisor, ya que mantenían una relación sentimental, pero las autoridades consideran el caso cerrado. Sin embargo, sí fue fichado por el asesinato de McLaughlin, pero todavía no ha sido acusado. Según el Mayor de la policía, Michael Puetz, existe una gran posibilidad de que Ables sea responsable de otros crímenes, con los que aún no se le ha relacionado.